# Општина Космешти (Телеорман)
Космешти (рум. Cosmeşti) општина је у Румунији у округу Телеорман.
Oпштина се налази на надморској висини од 114 m.